# 雙花木屬
雙花木屬(Disanthus)，落叶灌木，属金缕梅科。叶片有长柄，心形或阔卵圆形，基部心形，全缘，具掌状脉；托叶线形，早落。头状花序具有2朵无柄而对生的花，花序柄短；花两性，下位，5数，苞片1片，小苞片2个，分离或结合；萼桶短杯状，萼裂5个，在花时反卷；花瓣窄带状或线状披针形，在花时向内卷曲；雄蕊5个，花丝短，花药内向，2瓣裂开；退化雄蕊5个，位于花瓣基部与雄蕊互生，卵形、细小；子房上位，2室；胚珠每室5—6个，2列着生中轴胎座的上半部；花柱2个，短而粗，柱头顶生。蒴果木质，室间裂开为2片，内果皮骨质，与外果皮分离。种子长椭圆形，大小不相等。该属内只有一个物种——双花木，分布于日本的南部山地；中国有1变种长柄双花木。